# فرودگاه بین‌المللی ادمونتون
فرودگاه بین‌المللی ادمونتون (به انگلیسی: Edmonton International Airport) یک فرودگاه همگانی باربری با کد یاتا YEG است که یک باند فرود آسفالت دارد. این فرودگاه در شهر ادمونتون کشور کانادا قرار دارد .

## شرکت‌های هواپیمایی و مقصدهای پروازی

### مسافری
Edmonton International Airport provides scheduled non-stop flights to 52 destinations.

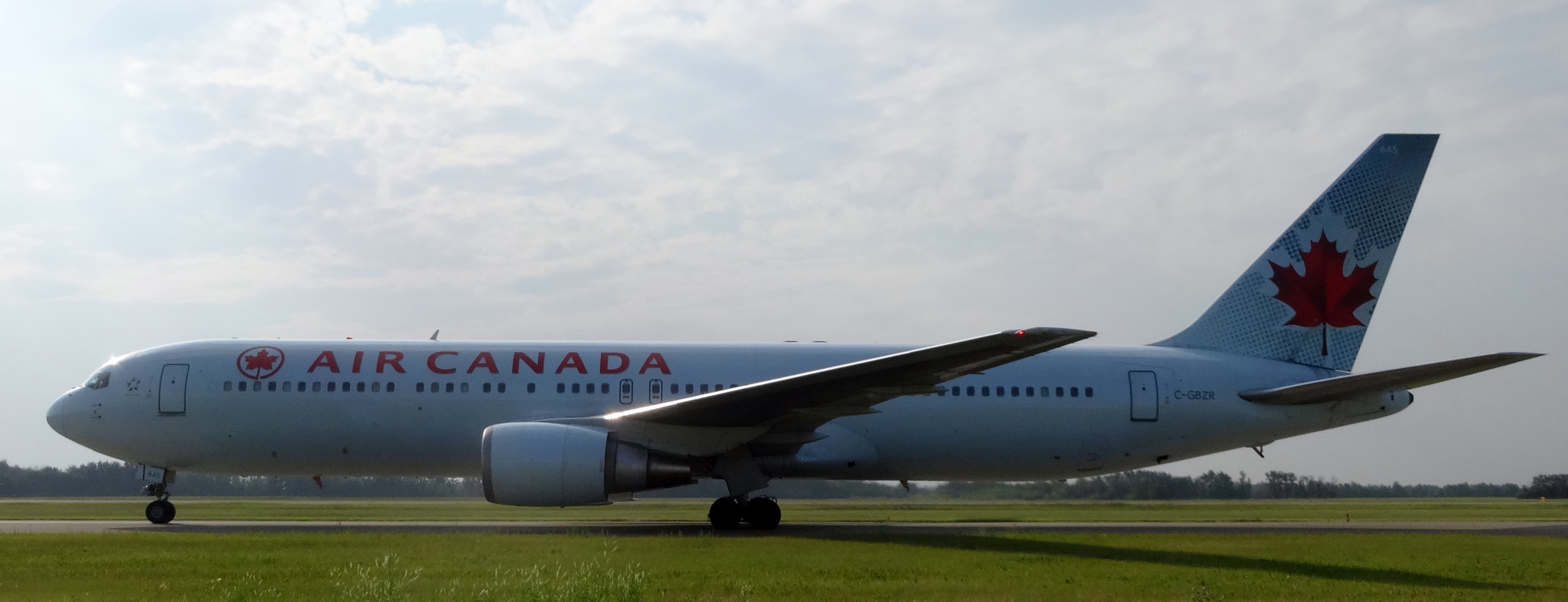
An ایر کانادا بوئینگ ۷۶۷

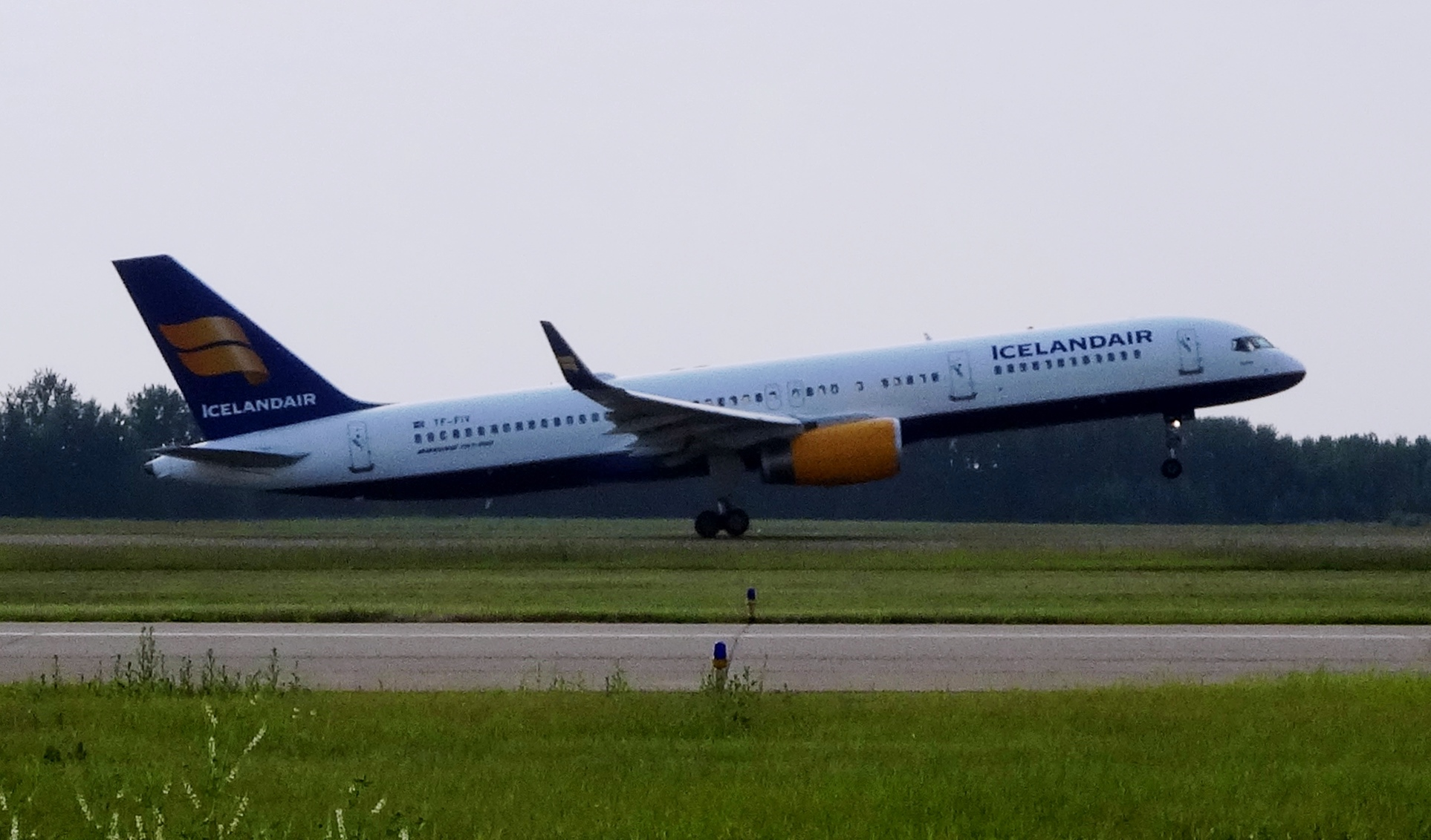
An ایسلندایر بوئینگ ۷۵۷ taking off for ریکیاویک

| شرکت‌های هواپیمایی                    | مقصدهای پروازی |
| ------------------------------------ | --- |
| ایر کانادا                           | مونترآل-پییر الیوت ترودو، مک‌دونالد-کارتیر اتاوا، پیرسون تورنتو، ونکوور |
| Air Canada Express                   | کالگری، Fort McMurray، گرنده پریری، ساسکاتون جان گ. دیفنبکر، وینیپگ جیمز آرمسترانگ ریچاردسون، یلونایف فصلی: ونکوور |
| Air North                            | کالگری، اریک نیلسون وایتهورس |
| Air Transat                          | فصلی: کانکون، کینتانا رو، باهیاس د هواتولکو (آغاز از ۱۸ دسامبر ۲۰۱۷)، ال آی سی. گوستاو دیاز اورداز، پونتا کانا، خوآن گئوآلبرتو گومس2 |
| Air Transat اجرا توسط Flair Airlines | کانکون، کینتانا رو |
| آلاسکا ایرلاینز اجرا توسط هوریزن ایر | سیاتل-تاکوما |
| امریکن ایگل                          | فصلی: فینکس اسکای هاربر |
| Canadian North                       | یلونایف چارتر: فورت مک‌کی/هورایزن |
| Central Mountain Air                 | کالگری، فورت سینت جان، فرودگاه‌های لول، پرینس جرج |
| دلتا ایرلاینز                        | فصلی: مینیاپولیس−سنت پل، سیاتل-تاکوما |
| دلتا کانکشن                          | مینیاپولیس−سنت پل، سیاتل-تاکوما |
| First Air                            | یلونایف |
| Flair Airlines                       | ابوتسفورد، جان سی. منرو همیلتن، وینیپگ جیمز آرمسترانگ ریچاردسون |
| ایسلندایر                            | کفلاویک |
| Integra Air                          | شهری لزبریج، مدسین هت |
| کاال‌ام                               | اسخیپول آمستردام |
| نورثرن ایر                           | پیس ریور |
| نورث‌وسترن ایر                        | Fort McMurray، فورت اسمیث، هی ریور/مرلین کارتر، فرودگاه‌های لول |
| سان‌وینگ ایرلاینز                     | سنگستر، ال آی سی. گوستاو دیاز اورداز، خوآن گئوآلبرتو گومس فصلی: کانکون، کینتانا رو، خاردینز دل ری، گرند باهاما، باهیاس د هواتولکو، ایکستاپا-سیواتانخو، دنیل اودوبر کیروش، پلایا دو اورو، ژنرال رافائل بولنا، پونتا کانا، لوس کابوس، آبل سانتاماریا |
| یونایتد ایرلاینز                     | جرج بوش فصلی: دنور |
| یونایتد اکسپرس                       | دنور |
| وست جت                               | ابوتسفورد، کالگری، سی‌اف‌بی کوموکس، Fort McMurray، هلفکس استانفیلد، جان سی. منرو همیلتن، مک‌کاران، لس‌آنجلس، مک‌دونالد-کارتیر اتاوا، پیرسون تورنتو، ونکوور، ویکتوریا، وینیپگ جیمز آرمسترانگ ریچاردسون فصلی: کانکون، کینتانا رو، باهیاس د هواتولکو (آغاز از ۲ نوامبر ۲۰۱۷)، کاهولوی، گاتویک، ژنرال رافائل بولنا، مونترآل-پییر الیوت ترودو، اورلاندو، پام اسپرینگز، فینکس-مسا، فینکس اسکای هاربر، ال آی سی. گوستاو دیاز اورداز، لوس کابوس، یلونایف |
| WestJet Encore                       | کالگری، Fort McMurray، گرنده پریری، کلونا، رجاینا، ساسکاتون جان گ. دیفنبکر، ونکوور فصلی: ابوتسفورد, سی‌اف‌بی کوموکس، ویکتوریا، یلونایف |

Notes
- ^ : U.S. bound flights departing after 19:00, depart from the domestic terminal and do not use U.S. border preclearance.
- ^ : This flight makes a stop between Edmonton and the listed destination. However, the airline does not transport passengers between Edmonton and intermediate stop.

### باری
| شرکت‌های هواپیمایی                             | مقصدهای پروازی                                                                       |
| --------------------------------------------- | ------------------------------------------------------------------------------------ |
| Air China Cargo                               | اوهر شیکاگو، شانگهای پودنگ، تیانجین بینهای                                           |
| دی‌اچ‌ال اوییشن اجرا توسط Southern Air          | کالگری، سینسیناتی/کنتاکی شمالی                                                       |
| فدکس اکسپرس اجرا توسط Morningstar Air Express | ممفیس، پیرسون تورنتو، مونترآل-پییر الیوت ترودو                                       |
| فدکس اکسپرس اجرا توسط Morningstar Air Express | ونکوور                                                                               |
| نیپون کارگو ایرلاینز اجرا توسط اطلس ایر       | اوهر شیکاگو، ناریتا                                                                  |
| Purolator Courier اجرا توسط Cargojet Airways  | جان سی. منرو همیلتن، وینیپگ جیمز آرمسترانگ ریچاردسون، کالگری، ونکوور، مونترآل-میرابل |

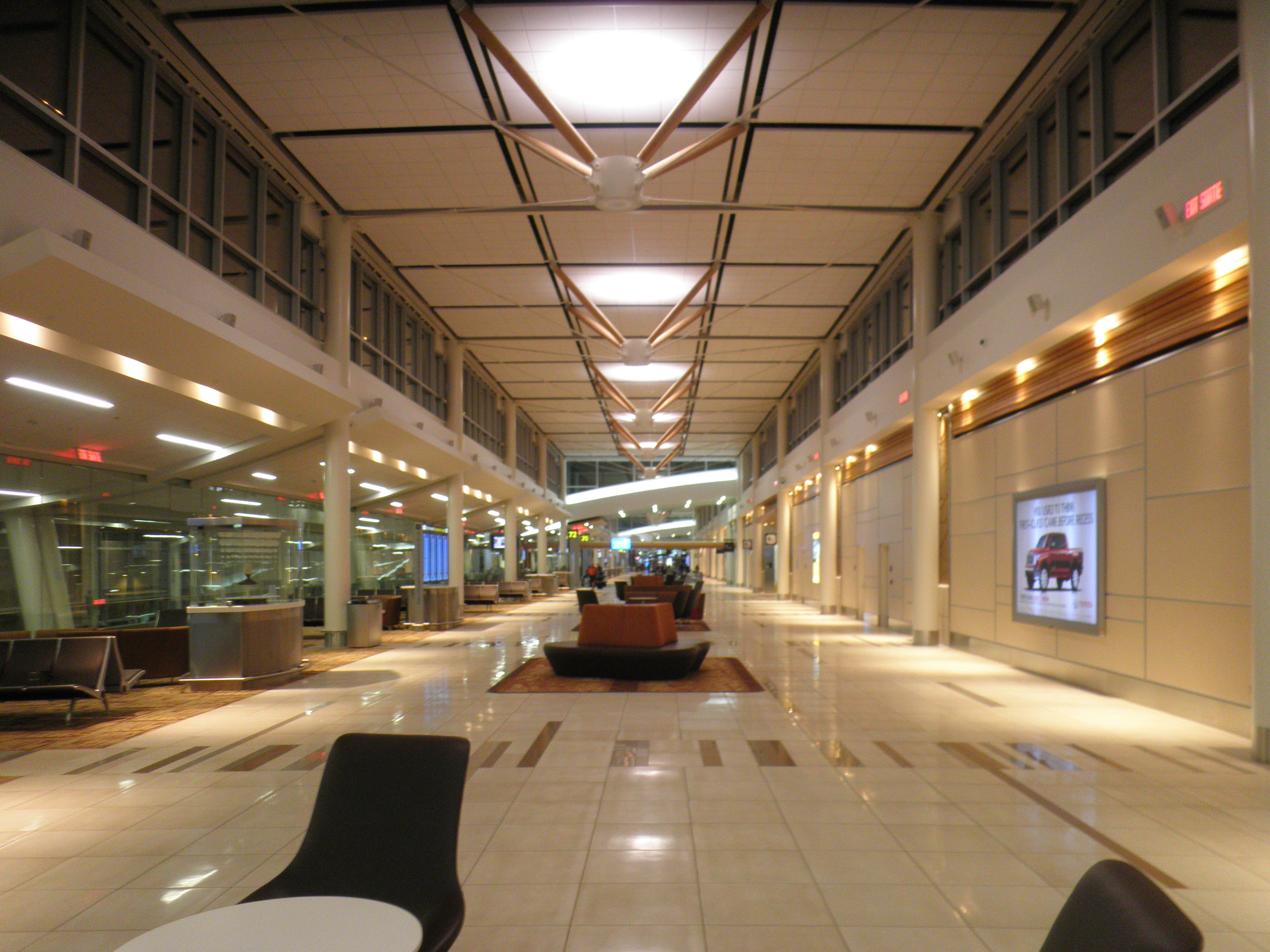
Expansion of the domestic and international terminal

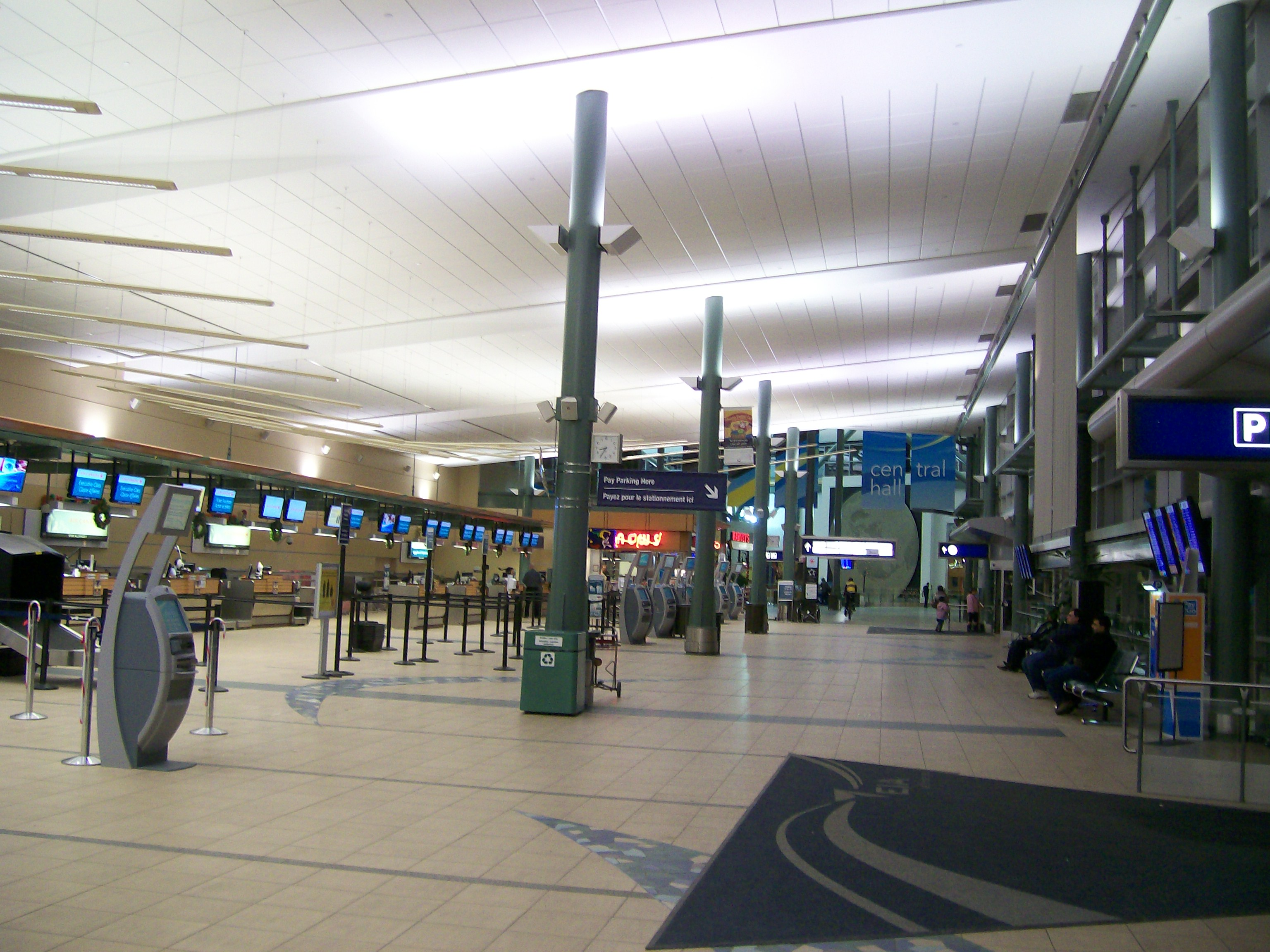
The check-in area of the South Terminal

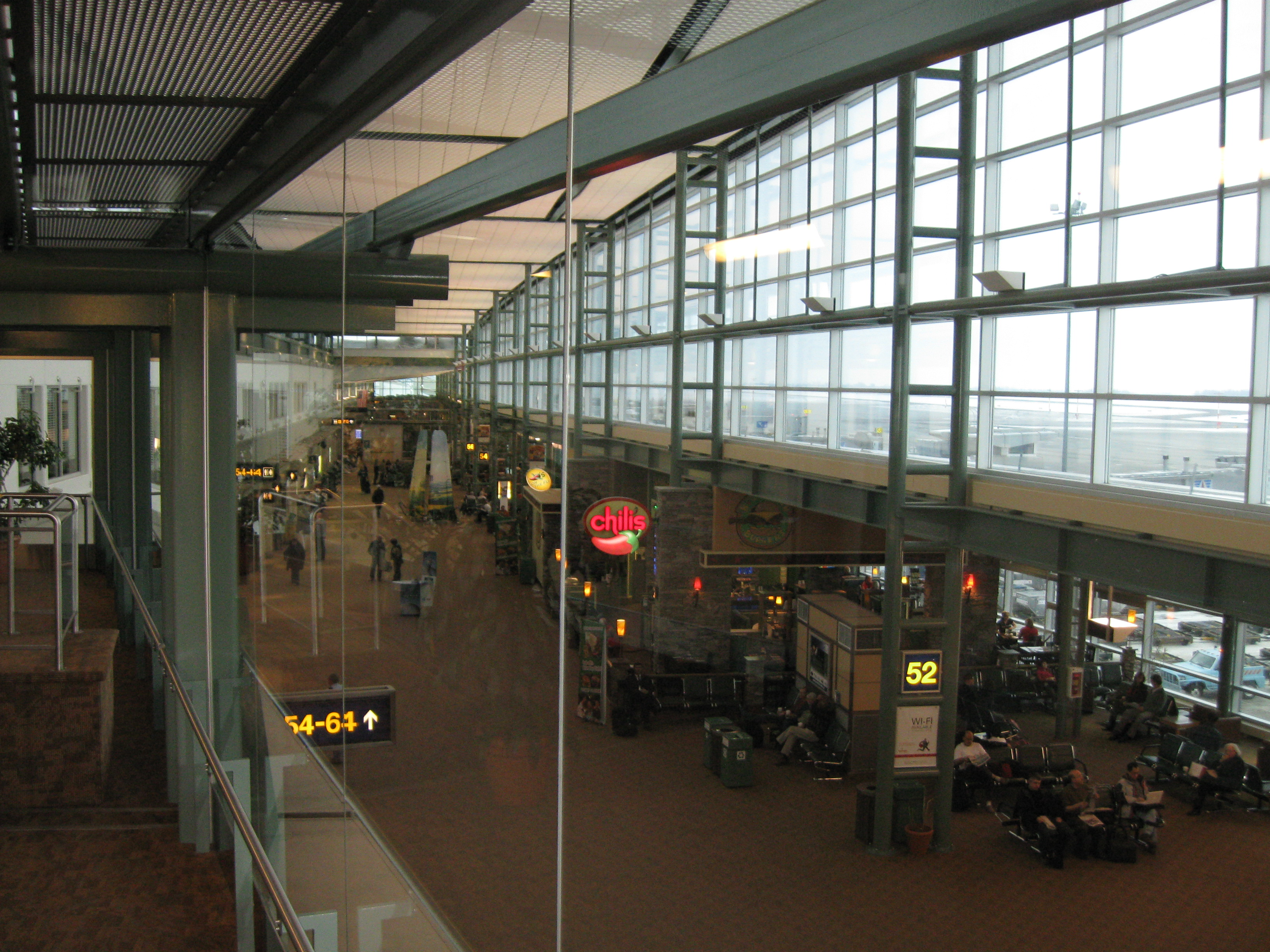
The Departures Lounge of the South Terminal, as seen from the Observation Deck in Central Hall

In addition, Air Bridge Cargo، کورین ایر، هواپیمایی اتحاد، لوفت‌هانزا کارگو and ولگا-نپر ایرلاینز fly multiple charters to Edmonton year round.

### Other
The following airlines operate out of private facilities:
- آلتا فلایتس
- Nolinor Aviation
- North Cariboo Air
- نورثرن تاندربرد ایر
- Sunwest Aviation